# Тиери Мейсан
Тиери Мейсан (на френски: Thierry Meyssan) е френски журналист и политически активист. Основател и президент е на френското дружество „Русо/Волтер“.
Той е поддръжник на конспиративните теории за атентатите от 11 септември 2001 г., извършени над различни градове в Съединените американски щати.
Автор е на книгата „9/11. Чудовищната лъжа“, която излиза от печат през 2002 г. и в която той подлага на съмнение официалната версия на правителството на САЩ за атентатите. Книгата е преведена на 28 езика..
Преследван според неговите думи от американските служби, той напуска Франция през септември 2007 година. За известно време е в Сирия, след това в Ливан. Има опит за покушение над живота му.